# Avid (freins)
Pour les articles homonymes, voir Avid.
Avid est une marque américaine de freins de vélo. Elle appartient à SRAM.

## Gammes
- freins à disque hydrauliques

- freins à disque mécaniques

- leviers de frein

- freins sur jante